# 趙志沖
趙 志沖（ちょう しちゅう、？ - 1047年）は、北宋の真宗の次女（最年少の子）。

## 経歴
婕妤杜氏（後の悟真大師、貴妃）の娘として生まれた。幼少期に病弱であったため、出家した。
明道2年（1033年）11月、兄の仁宗により衛国長公主に封ぜられ、清虚霊照大師の道号を贈られた。慶暦7年（1047年）5月、薨去した。魯国長公主を追贈され、「昭懐」と諡された。元符3年（1100年）3月、徽宗から昇国大長公主の位を再加贈された。政和4年（1114年）12月、昭懐大長帝姫の位を再追贈された。

## 伝記資料
- 『宋史』
- 『宋会要輯稿』